# Gryllus multipulsator
Gryllus multipulsator är en insektsart som beskrevs av Weissman 2009. Gryllus multipulsator ingår i släktet Gryllus och familjen syrsor. Inga underarter finns listade i Catalogue of Life.